# 华莱士 (快餐)

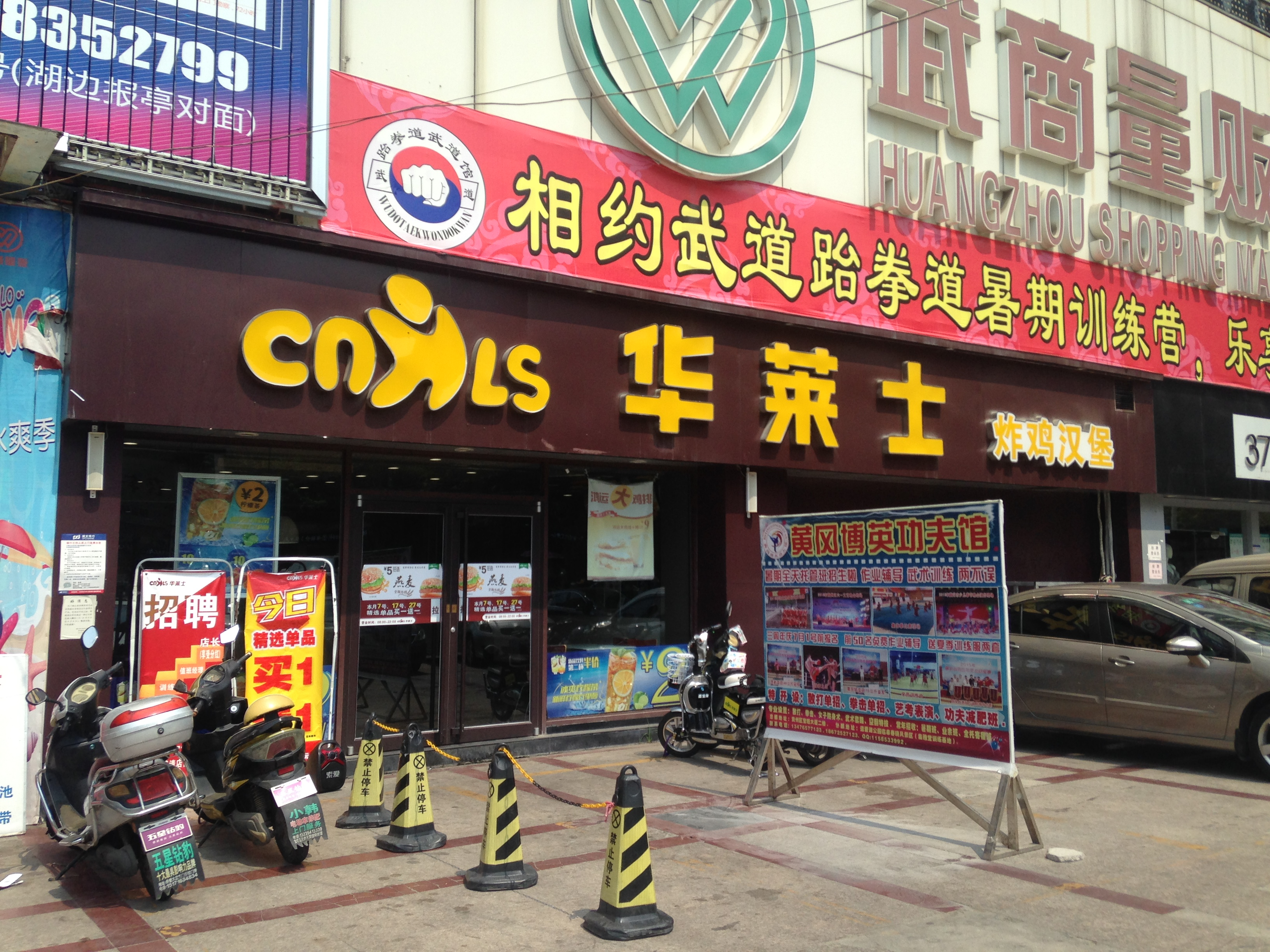
中国大陆湖北省黄冈市的一家华莱士门店

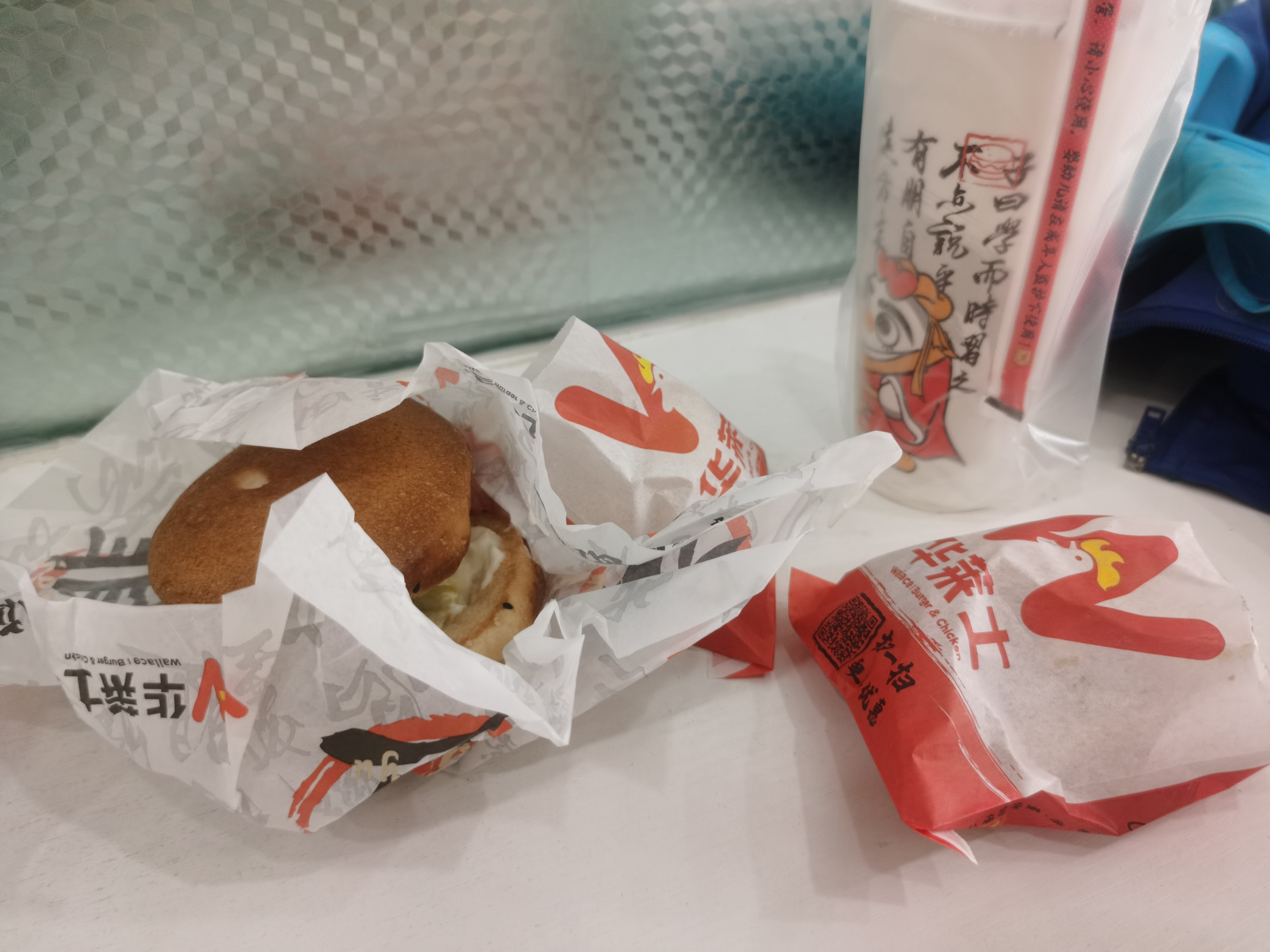
华莱士汉堡、小食与饮料

华莱士（英語：Wallace，曾用英文缩写CNHLS）是由中国大陆“福建省华莱士食品股份有限公司”运营的西式快餐连锁品牌，由华怀庆、华怀餘创办。因产品价格低廉而遍布全中国大陆，尤其是二三线城市和小城镇。截至2023年初，华莱士门店数量超过20000家。

## 历史
2001年1月，温州人华怀庆、华怀餘以人民币8万元为成本，在中国福建省福州市福建师范大学附近开办了第一家“华莱士”西式快餐餐厅，起初模仿肯德基、麦当劳的菜单和定价，但反应平平，后来两人决定另辟蹊径，推出“特价123”（可乐1元、鸡腿2元、汉堡3元）促销，收获了翻倍的营业额。
随后，华莱士以“平价西式连锁快餐”的经营模式快速扩张，具体策略为把卖品价格控制在麦当劳和肯德基的三成至六成左右，在选址上主动避开租金昂贵的商业中心区，多选择在居民区和大、中学校周边，以小面积门店为主，降低加盟门槛，加盟费仅为竞争对手的零头。
2005年，华莱士开始品牌化运营，门店逐步向全国铺开。2014年1月，华莱士在全国连锁门店数量超过4800家，首次超出当时拥有4600家门店的肯德基。2016年4月，“华士食品”正式在中国新三板挂牌交易。2018年底，门店数达到10000家。2022年，门店数达到20000家。2024年末，华莱士在美国开设第一家门店。

## 评价
《商界评论》杂志认为：华莱士将自己定义为低价快餐，以低廉的价格、“山寨”西式快餐的做法迅速扩大、占领中国市场。评论认为，虽然这种“山寨”的做法商业上获得了极大的成功，但却反映了中国当代市场无法容忍转型，除了山寨以外别无选择。
赢商网评论道：华莱士奉行拿来主义，山寨西式快餐。然而在华莱士急速扩张时，中国大陆普遍追捧西式快餐，如今西式快餐因营养价值等问题不再受热捧，华莱士却没有任何转型的举动。此外，华莱士因为价格低廉的原因利润并不高，并且存在服务、卫生等问题，若不及时改革，则只能“蜷伏在二、三线城市做‘山寨肯德基’”。

## 争议（丑闻）

### 食品安全（卫生）问题
由于门店快速扩张、品控不严，华莱士食品卫生问题频发，多次被各地监管部门点名通报，部分中国大陆网民食用华莱士的食品后胃痛、腹泻，如“吃完华莱士，我真的窜稀了！”等， 从而令其在中国大陆网络社交平台上被譏諷為“喷射战士”。
2021年7月17日，微博视频号“内幕调查局”发布了“两家外卖平台销量第一的炸鸡店，华莱士、韩式炸鸡有多（污垢）肮脏？（发现炸油锅的颜色黑如酱油，另外在后厨、点餐台和用餐区都发现了蟑螂跟苍蝇等）”的视频，反映华莱士北京某加盟店发生的食品安全问题。事后华莱士官方微博发布声明称，涉事餐厅北京霍营店已停业整顿。上海市市场监督管理局联合闵行区市场监督管理局也于18日约谈华莱士总部负责人，要求企业必须立即整改有关食品安全问题。8月23日，国家市场监管总局通报有关情况，通报说：7月17日，北京市市场监管部门获知北京市华莱士快餐店炸鸡掉地继续使用等食品安全问题的线索后，立即对涉事门店进行现场检查，针对其存在的违法违规行为，进行立案查处，依法吊销涉事门店食品经营许可证，对门店主要负责人罚款19.57万元，对直接负责人罚款3.68万元。

### 小程序系统乌龙事件
2024年2月18日晚，有大量用户前往华莱士官方点餐小程序领取免费套餐券。由于小程序疑似发生故障，消费者在领取套餐券后可免费在点餐小程序上购买三款“暖心嗨吃餐”，三款套餐原本需充值达一定门槛才可免费领取。有消费者表示，其领券后可正常购买，也有部分消费者反馈订单出现问题或无法取餐。2月19日晚，华莱士公告称，官方点餐小程序因未知原因导致免费套餐券被“非法领取”并免费发放至非储值用户，且网络平台陆续出现非法倒卖套餐券的现象。为此，华莱士决定暂停小程序自助点餐功能，同时表示利用漏洞领取的套餐券“非法”并作废处理，对于偷盗及倒卖套餐券的非法行为已向有关部门报案。